# Give My Regards to Broadway (chanson)
Pour le film américain sorti en 1948, voir Broadway mon amour.
Give My Regards to Broadway est une chanson écrite et composée par George M. Cohan pour sa comédie musicale Little Johnny Jones, créée à Broadway en 1904.
Elle est chantée par le protagoniste principal, un jockey américain patriotique nommé Johnny Jones, qui est venu en Angleterre pour participer au Derby anglais. Il chante cette chanson lorsque son ami est sur le point de s'embarquer pour revenir à l'Amérique.
La chanson a été créée sur scène par George M. Cohan, qui a lui-même interprété le rôle de Johnny Jones dans la production originale de Broadway de 1904.
Elle a reçu en 2008 le Grammy Hall of Fame Award.